# Vjekoslav Štrukil
Vjekoslav Štrukil (Bjelovar, 1983.) - hrvatski kemičar, doktor znanosti, član Laboratorija za fizikalno-organsku kemiju Instituta Ruđer Bošković. Osmislio je novu metodu za učinkovitu razgradnju PET plastike.
Rođen je u Bjelovaru 1983. godine. Pohađao je Prvu osnovnu školu u Bjelovaru. Išao je na državna i međunarodna natjecanja iz kemije iz kojih je postigao vrhunske uspjehe. Osvojio je 3. mjesto u svojoj generaciji na 33. Međunarodnoj kemijskoj olimpijadi u Indiji, zbog čega je dobio posebno priznanje grada Bjelovara za područje obrazovanja i natjecanja učenika 2001. godine. Završio je prirodoslovno-matematički smjer u Gimnaziji Bjelovar nakon čega je diplomirao na Kemijskom odsjeku Prirodoslovno-matematičkog fakulteta u Zagrebu 2005. godine. Za vrijeme studija dobio je vrijednu „Top stipendiju za top studente” i niz sveučilišnih nagrada. Od 2006. godine zaposlen je u Laboratoriju za fizikalno-organsku kemiju na Institutu Ruđer Bošković u Zagrebu, gdje nastavlja i doktorski studij, te pod vodstvom dr. sc. Eckert-Maksić doktorira 2010. godine na tematici sinteze, karakterizacije, reaktivnosti i biološke aktivnosti derivata trigvanida. Pred kraj doktorata počinje se intenzivnije baviti mehanokemijom i reaktivnošću organskih spojeva u čvrstom stanju.
Objavio je više od 30 znanstvenih radova sam ili s drugim znanstvenicima, među ostalim i u vrhunskim svjetskim znanstvenim časopisima kao što su: „Nature”, „Angewandte Chemie”, „Journal of the American Chemical Society”, „Chemical Communications” i dr. Boravio je na niz specijalizacija i usavršavanja u svijetu, u laboratorijima koji se bave zelenim procesima i zelenom kemijom u Europi (Francuska, Njemačka, Velika Britanija) i SAD-u, dok je najviše vremena proveo u Kanadi na Sveučilištu McGill u grupi profesora Friščića. Tomislav Friščić jedan od vodećih i svjetski prepoznatih znanstvenika u kemiji materijala i zelenoj kemiji, sa više od 140 znanstvenih publikacija u vodećim znanstvenim časopisima. Postao je vanjski suradnik Instituta Ruđer Bošković pa je zajedno s Vjekoslavom Štrukilom nastavio vrijedna istraživanja iz kemije. 
Vjekoslav Štrukil napravio je niz kemijskih istraživanja iz područja mehanokemije te osmislio novu metodu za učinkovitu razgradnju PET plastike. Objavio je o tome znanstveni rad u uglednom časopisu „ChemSusChem” 2021. godine, a zbog izuzetno dobrih recenzija, kojima se ovaj rad svrstao među pet posto top publikacija u području, zaradio je i VIP status i naslovnicu ovog uglednog časopisa. To je dvotjedni recenzirani znanstveni časopis, a izdaje se u ime europske organizacije „Chemistry Europe”. Istraživanje je pokazalo da se proces razgradnje PET plastike učinkovito odvija pri visokim relativnim vlažnostima zraka i blago povišenoj temperaturi. Međutim, ako se depolimerizacija izvodi u parama alkohola pri sobnoj temperaturi od 25 Celzijevih stupnjeva, pretvorba PET-a u tereftalnu kiselinu doseže visokih 99 posto.
Zajedno s kolegom dr. sc. Davorom Margetićem objavio je knjigu „Mechanochemical Organic Synthesis”. Izdavač je vrlo ugledna međunarodna izdavačka kuća „Elsevier” (Amsterdam). Knjiga objedinjuje trenutnu literaturu i također nudi praktične protokole koje industrijski i akademski znanstvenici mogu primijeniti kod automatiziranog mljevenja bez korištenja otapala.
Dobitnik je nagrade za organsku kemiju "Vladimir Prelog" za 2016. godinu Hrvatskog kemijskog društva.